# William Blundell Spence
Pour les articles homonymes, voir William Spence (homonymie), Blundell et Spence.
William Blundell Spence (Drypool, 13 janvier 1814 – 23 janvier 1900) est un artiste, musicien et peintre, et un amateur vendeur d'art britannique  qui vécut à Florence dès ses 22 ans.

## Biographie
Fils de l'entomologiste William Spence et d'Elizabeth Blundell, il accompagna ses parents à l'étranger pendant la période  1826-1832. 
En 1836, il s'installa à Florence où il resta le reste de sa vie, habitant à partir de 1867 la  Villa Medicea di Fiesole où il hébergea, entre autres, le peintre préraphaélite William Holman  Hunt qui y peignit Caught et Tuscan Girl en prenant les filles du jardinier comme modèles.
Dans les années 1850, il fit confectionner des coffres néo-Renaissance avec Stefano Bardini et Elia Volpi par les artistes florentins Antonio Ponziani et Luigi Frullini, pour mettre en valeur les panneaux détachés de  cassone pour leurs clients.
En 1856 il conseilla l'historien et théologien, Alexander William Crawford Lindsay pour ses nombreux achats d'œuvres d'art dont la Fuite en Égypte de Guido Reni (maintenant à Bradford, Cartwright Hall).  
Il écrivit de nombreux guides  populaires sur la Toscane en s'inspirant des anecdotes vasariennes.
Le peintre Alfred Stevens (1817-1875) fit son portrait en 1851.

## Œuvres
- 2 portraits  de William Kirby (1759-1850), recteur de Barham et  entomologiste.

## Exposition de ses œuvres
- Il fit partie des artistes exposés dans l'exposition Ragione e sentimento Sguardi sull’Ottocento in Toscana, sous la direction de  Carlo Sisi et de  Giovanna Giusti, manifestation  Genio Fiorentino 2007, qui a présenté l’Arte dell’Ottocento in Toscana, à travers une série d'autoportraits  d'artistes.

## Ouvrages
- Firenze, Guida a capitale dei Granduchi

## Sources
- (en) Cet article est partiellement ou en totalité issu de l’article de Wikipédia en anglais intitulé « William Blundell Spence » (voir la liste des auteurs).